# Teoria de placas
A teoria de placas descreve as propriedades de placas na mecânica aplicada. A fim de possibilitar seu cálculo são feitas algumas hipóteses simplificativas, sendo assim um método aproximado para possibilitar seu cálculo. A teoria pode ser aplicada quando:
- A placa tem superfície plana
- A espessura da placa é pequena em comparação com suas restantes dimensões
- A deformação da placa, tanto de deflexão quanto de inclinação, é pequena em comparação com a espessura da placa
- Seções de linha reta ortogonais à superfície média indeformada permanecem retas e ortogonais à superfície média deformada (hipótese normal ou hipótese de Kirchhoff-Love)
- A tensão {\displaystyle \sigma _{Z}} normal à superfície média pode ser desprezada
- Placas são carregadas apenas na direção normal ao plano médio ({\displaystyle z=0})

Os seguintes cientistas contribuíram para a teoria de placas:
- Jacob II Bernoulli
- Ernst Chladni
- Leonhard Euler
- Sophie Germain
- Joseph-Louis Lagrange
- Claude Louis Marie Henri Navier
- Siméon Denis Poisson
- Gustav Kirchhoff
- John William Strutt
- Augustus Edward Hough Love
- Theodore von Kármán
- Stephen Timoshenko
- Raymond Mindlin
- Eric Reissner
- Yakov Solomonovich Uflyand